# Poimenski seznam evroposlancev iz Švedske
Poimenski seznam evroposlancev iz Švedske'.

## Seznam
| Ime                       | Stranka | Mandat(i)       |
| Jan Andersson             | Stranka evropskih socialistov                                                                              | 1999-2004 -2009 |
| Per-Arne Arvidsson        | Evropska ljudska stranka - Evropski demokrati                                                              | 1999-2004       |
| Maria Carlshamre          | Skupina zavezništva liberalcev in demokratov za Evropo                                                     | 2004-2009       |
| Charlotte Cederschiöld    | Evropska ljudska stranka - Evropski demokrati                                                              | 1999-2004 -2009 |
| Lena Ek                   | Skupina zavezništva liberalcev in demokratov za Evropo                                                     | 2004-2009       |
| Marianne Eriksson         | Evropska združena levica – Zelena nordijska levica                                                         | 1999-2004       |
| Göran Färm                | Stranka evropskih socialistov                                                                              | 1999-2004       |
| Christofer Fjellner       | Evropska ljudska stranka - Evropski demokrati                                                              | 2004-2009       |
| Per Gahrton               | Skupina Zelenih-Evropska svobodna zveza                                                                    | 1999-2004       |
| Hélène Goudin             | Samostojnost in demokracija                                                                                | 2004-2009       |
| Lisbeth Grönfeldt Bergman | Evropska ljudska stranka - Evropski demokrati                                                              | 1999-2004       |
| Anna Hedh                 | Stranka evropskih socialistov                                                                              | 2004-2009       |
| Ewa Hedkvist Petersen     | Stranka evropskih socialistov                                                                              | 1999-2004 -2009 |
| Gunnar Hökmark            | Evropska ljudska stranka - Evropski demokrati                                                              | 2004-2009       |
| Anna Ibrisagic            | Evropska ljudska stranka - Evropski demokrati                                                              | 2004-2009       |
| Hans Karlsson             | Stranka evropskih socialistov                                                                              | 1999-2004       |
| Nils Lundgren             | Samostojnost in demokracija                                                                                | 2004-2009       |
| Cecilia Malmström         | Evropska liberalna, demokratska in reformna stranka Skupina zavezništva liberalcev in demokratov za Evropo | 1999-2004 -2009 |
| Karl Erik Olsson          | Evropska liberalna, demokratska in reformna stranka                                                        | 1999-2004       |
| Marit Paulsen             | Evropska liberalna, demokratska in reformna stranka                                                        | 1999-2004       |
| Lennart Sacrédeus         | Evropska ljudska stranka - Evropski demokrati                                                              | 1999-2004       |
| Yvonne Sandberg-Fries     | Stranka evropskih socialistov                                                                              | 1999-2004       |
| Carl Schlyter             | Skupina Zelenih-Evropska svobodna zveza                                                                    | 2004-2009       |
| Herman Schmid             | Evropska združena levica – Zelena nordijska levica                                                         | 1999-2004       |
| Olle Schmidt              | Evropska liberalna, demokratska in reformna stranka                                                        | 1999-2004       |
| Inger Schörling           | Skupina Zelenih-Evropska svobodna zveza                                                                    | 1999-2004       |
| Inger Segelström          | Stranka evropskih socialistov                                                                              | 2004-2009       |
| Jonas Sjöstedt            | Evropska združena levica – Zelena nordijska levica                                                         | 1999-2004 -2009 |
| Per Stenmarck             | Evropska ljudska stranka - Evropski demokrati                                                              | 1999-2004       |
| Eva-Britt Svensson        | Evropska združena levica – Zelena nordijska levica                                                         | 2004-2009       |
| Maj Britt Theorin         | Stranka evropskih socialistov                                                                              | 1999-2004       |
| Peder Wachtmeister        | Evropska ljudska stranka - Evropski demokrati                                                              | 1999-2004       |
| Åsa Westlund              | Stranka evropskih socialistov                                                                              | 2004-2009       |
| Anders Wijkman            | Evropska ljudska stranka - Evropski demokrati                                                              | 2004-2009       |
| Lars Wohlin               | Samostojnost in demokracija                                                                                | 2004-2009       |